# أولاد بورحمون
أولاد بورحمون هي قرية مغربية وسط المملكة. تنتمي أولاد بورحمون لإقليم الفقيه بنصالح الساحلي. تضم هذه القرية 13.635 نسمة (إحصاء 2004).